# Aigues-Mortes

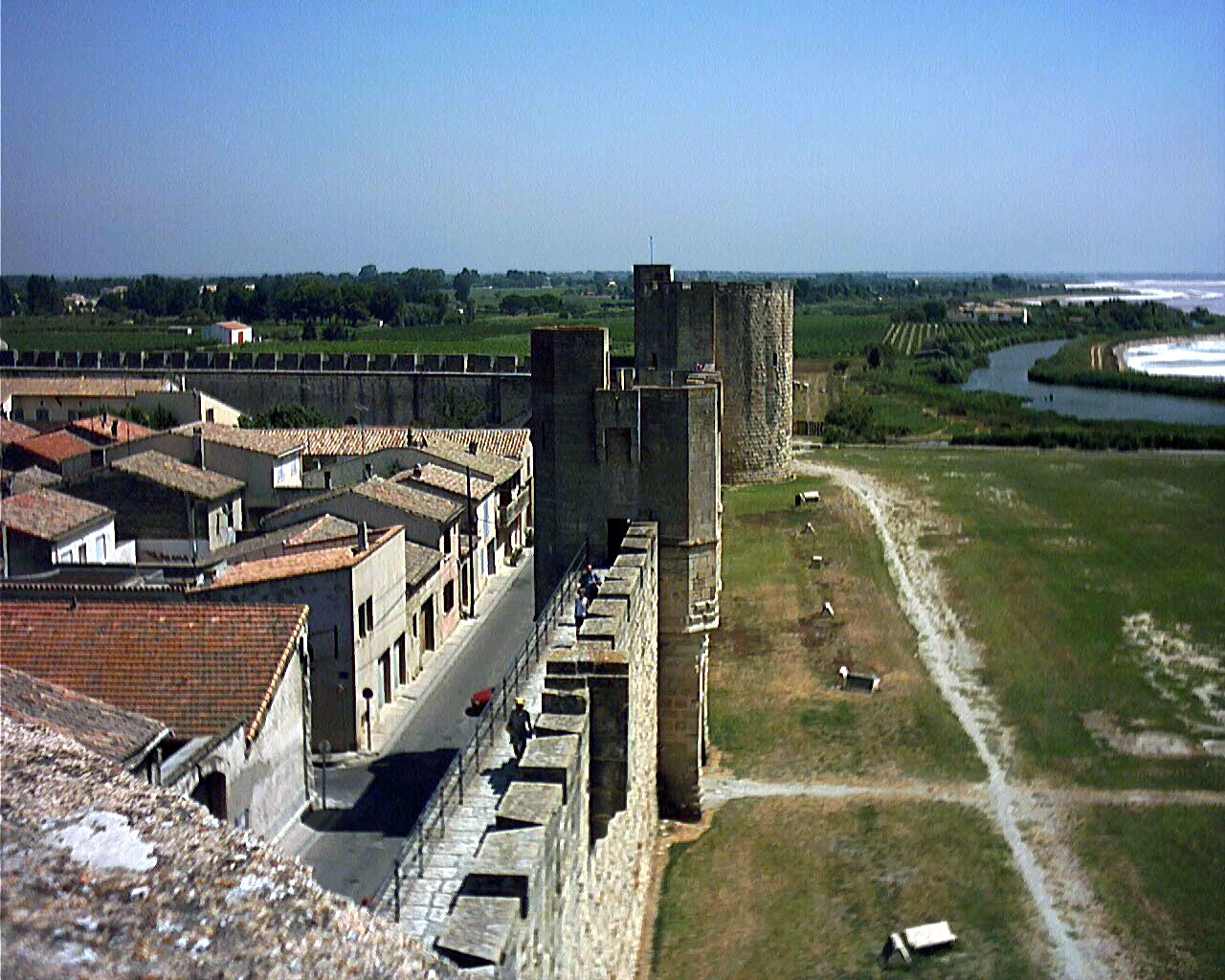
Aigues-Mortes

Aigues-Mortes är en stad i departementet Gard i regionen Occitanien i södra Frankrike. År 2022 hade Aigues-Mortes 8 707 invånare. Orten är en gammal befäst stad uppförd enligt en strikt rutnätsplan inom en kvadratisk ringmur med ett flertal vakttorn.

## Befolkningsutveckling
Antalet invånare i kommunen Aigues-Mortes
Referens:INSEE

## Galleri

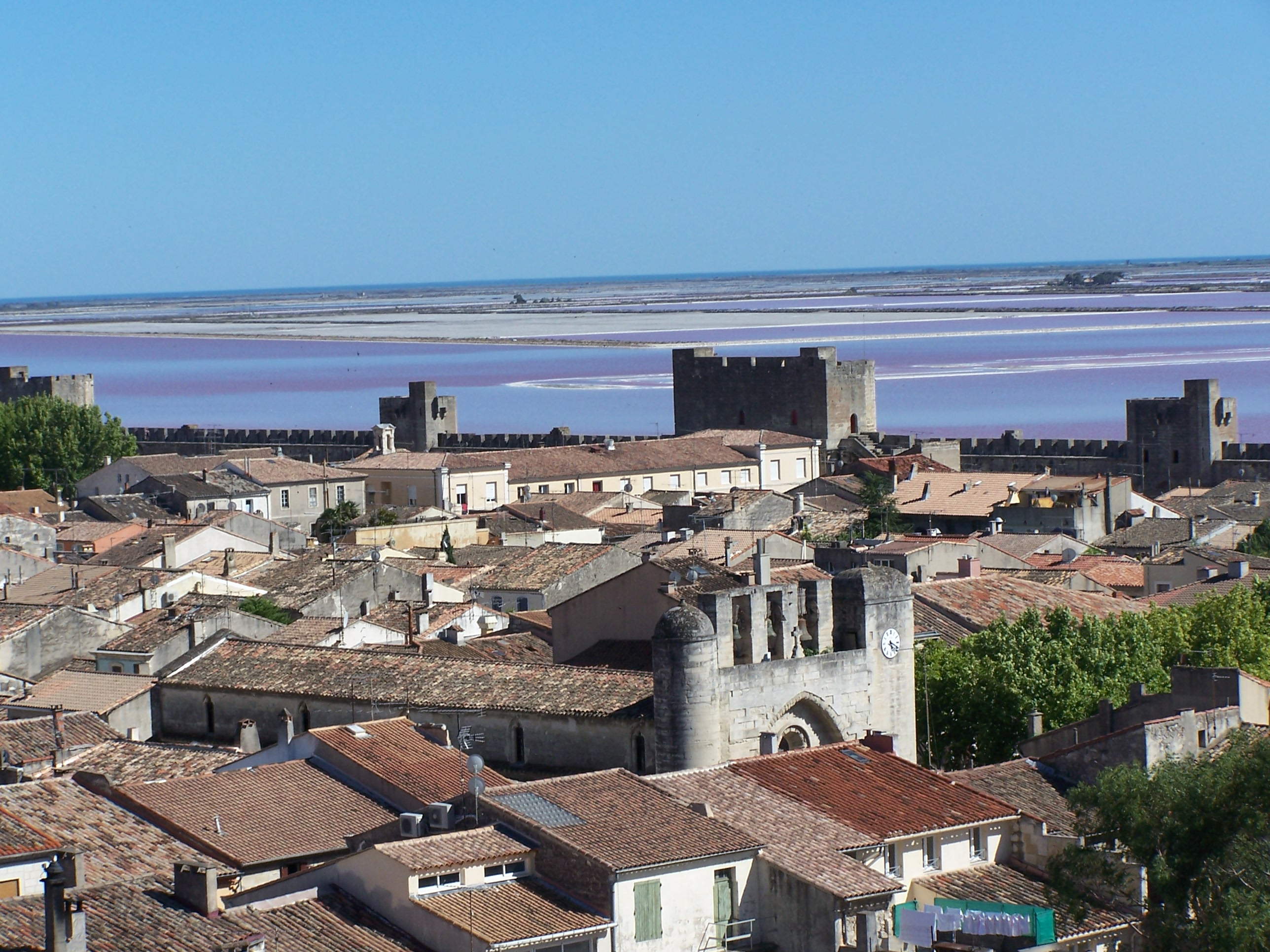
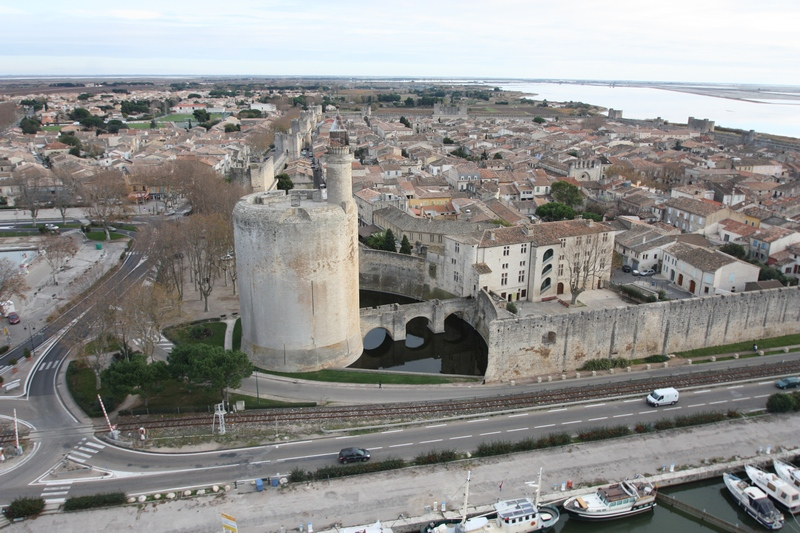
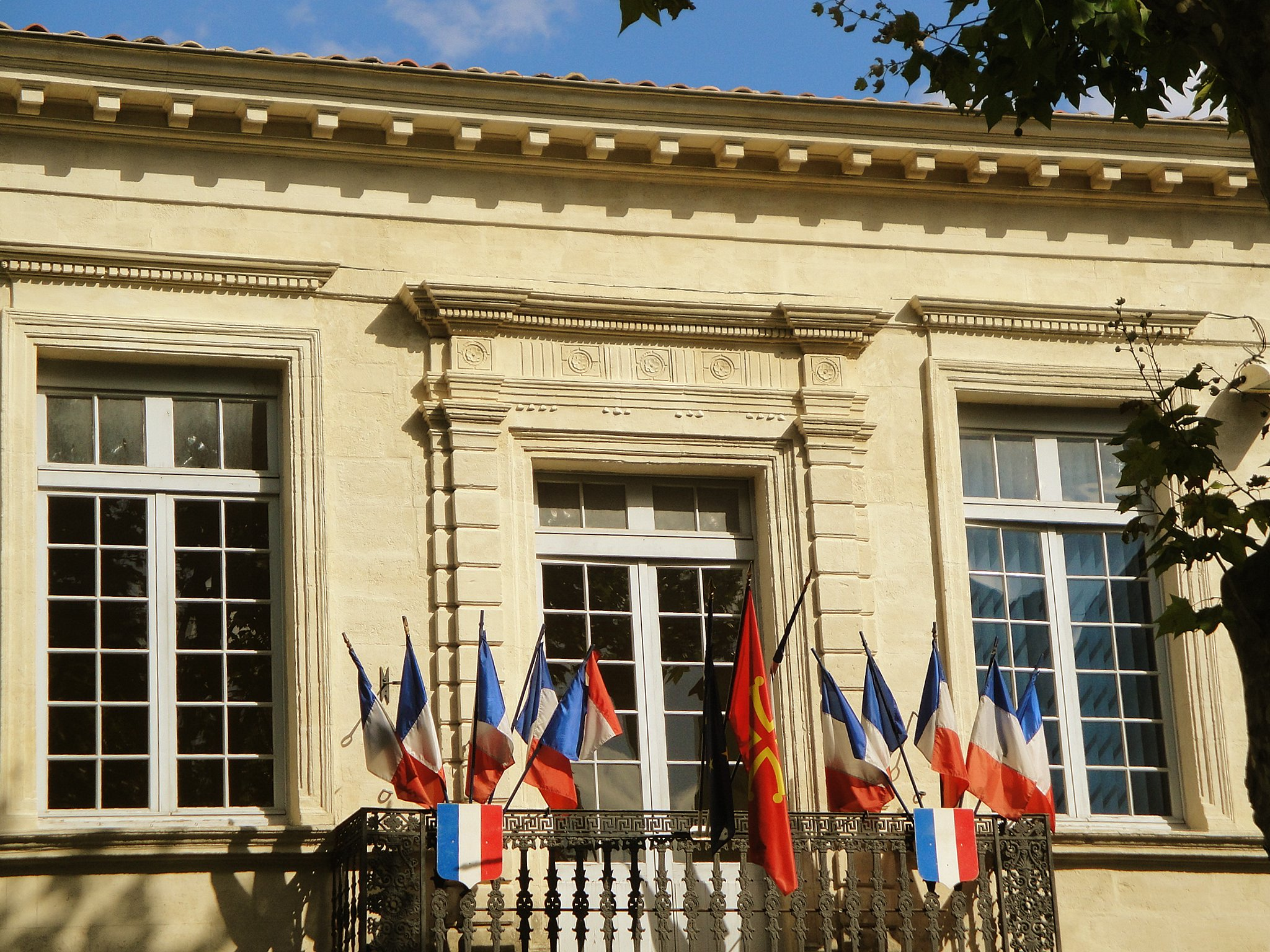
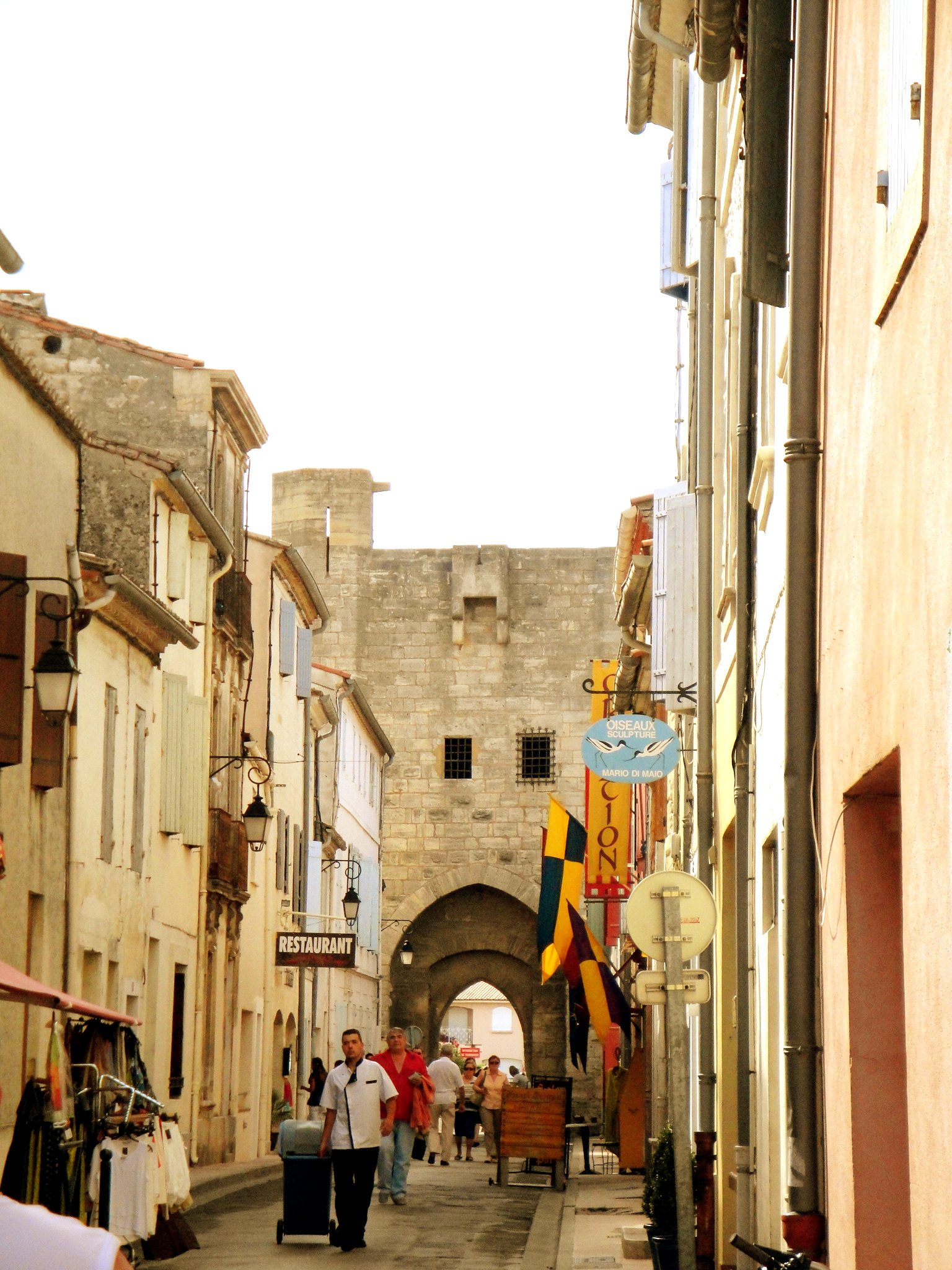
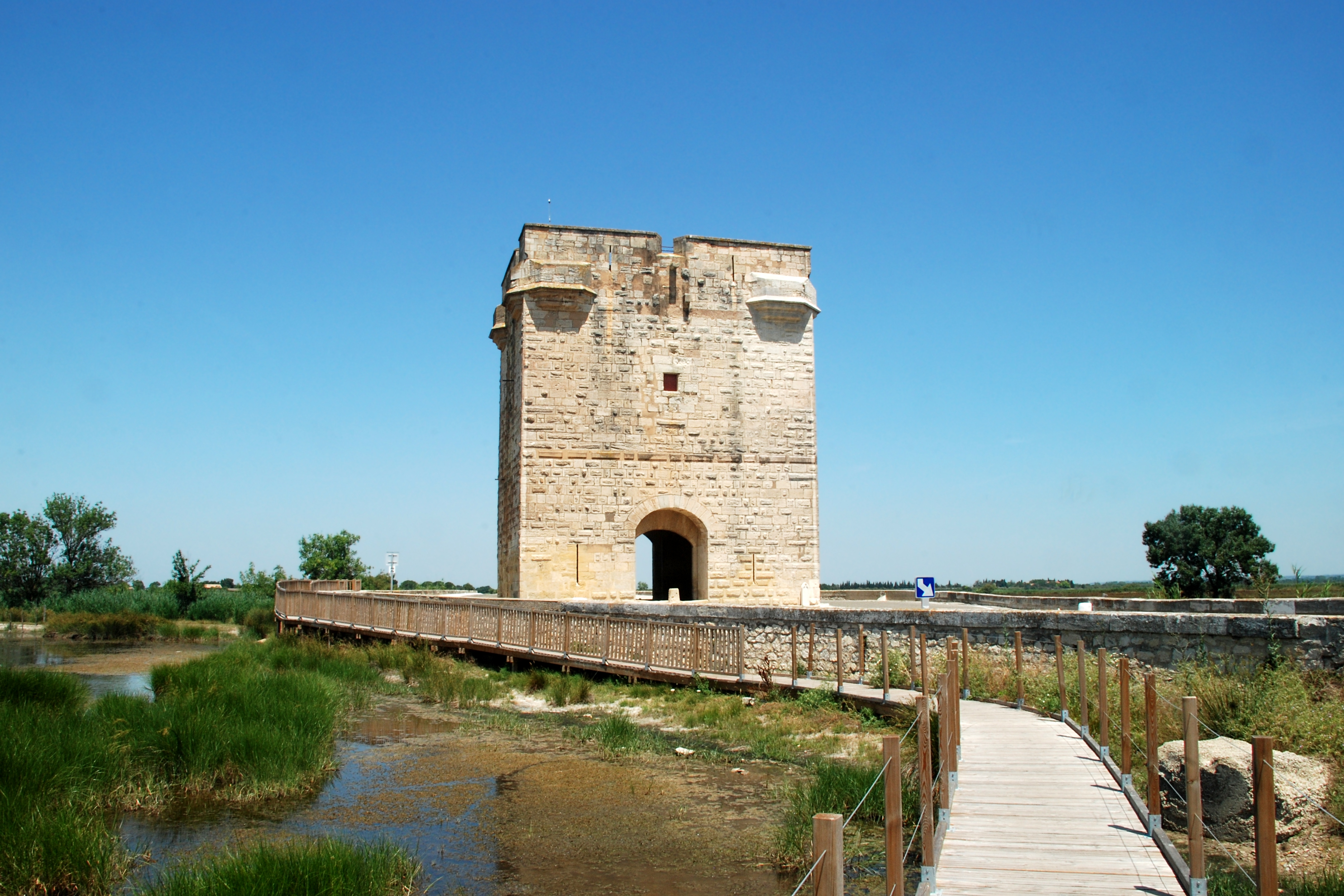